# Бранкер, Альдо
Альдо Бранкер (итал. Aldo Brancher; род. 30 мая 1943, Трикиана, Венеция) — итальянский священник, предприниматель и политик, младший статс-секретарь второго, третьего и четвёртого правительств Берлускони, в 2010 году несколько дней занимал должность министра без портфеля.

## Биография
Окончил классический лицей, получил степень бакалавра по теологии, впоследствии занялся предпринимательством, с 1980-х работал в группе Fininvest. Занявшись политикой, также тесно сотрудничал с Сильвио Берлускони, трижды избирался в Палату депутатов Италии, являлся младшим статс-секретарём во втором, третьем и четвёртом правительствах Берлускони. 18 июня 2010 года назначен министром без портфеля по вопросам федерализации Италии, позднее должность переименована в министра субсидиарности и децентрализации. 24 июня юристы Бранкера запросили перенос его показаний по делу о финансовых нарушениях в деятельности Banca Antonveneta, что вызвало ожесточённую полемику в обществе. 25 июня администрация президента Италии напомнила о министерском назначении Бранкера, но тот отказался следовать установленным для членов правительства правилам. 29 июня фракция Демократической партии поставила вопрос о вотуме недоверия министру, и 5 июля в зале миланского суда Бранкер объявил о своей отставке.
Альдо Бранкер начинал карьеру как священник, состоявший в обществе Святого Павла, но в 1990-е подвергался аресту в период операции «Чистые руки».